# Tung Ya-Ling
Tung Ya-Ling es una deportista taiwanesa que compitió en taekwondo. Ganó una medalla de oro en el Campeonato Mundial de Taekwondo de 1991, en la categoría de –55 kg.

## Palmarés internacional
| Representando a China Taipéi |                 |                |           |
| Campeonato Mundial           |                 |                |           |
| Año                          | Lugar           | Medalla        | Categoría |
| 1991                         | Atenas (Grecia) | Medalla de oro | –55 kg    |